# Cuéntame un cuento (canción)
«Cuéntame un cuento» es una canción de la banda española de rock Celtas Cortos, incluida en el álbum de estudio, homónimo y publicada como sencillo en 1991.

## Descripción
Tema que recrea la historia de un rey que tenía tres hijas, con variantes como el deseo de las princesas de marchar a Jamaica para bailar reggae.
Tal y como indica Carlos Soto en una entrevista, la canción hace referencia a Juan Carlos I por los rumores de tener varios hijos ilegítimos.
Existen dos versiones. Una íntegramente en castellano, y otra intercalando estrofas en inglés interpretadas por el músico estadounidense Willy DeVille. Éste grabó su parte en Los Ángeles y posteriormente se remezcló en Madrid.
El tema está incluido en los siguientes álbumes recopilatorios de la banda:
- ¡Vamos! (1995)
- Nos vemos en los bares (1997) - en directo -
- Grandes éxitos, pequeños regalos (2001)
- Gente distinta (2002)
- 20 soplando versos (2006)
- Vivos y directos (2012)

La canción alcanzó el número uno de la lista de Los 40 Principales la semana del 18 de julio de 1992.